# 南方行动

南方行动示意图，1965年9月—11月

南方行动（法語：Opération Sud）是1965年9月—1966年7月刚果（利）军队在基伍地区对叛军发起的一次军事攻势，属于辛巴叛乱的一部分。这次行动由刚果（利）的正规军刚果国民军以及比利时和美国雇佣的雇佣兵和多国士兵共同实施。其目标是摧毁辛巴叛军的残余据点，彻底结束叛乱。尽管叛军得到盟友的支持，包括切·格瓦拉领导的共产主义古巴志愿者以及卢旺达流亡组织，但这次行动仍成功夺取大部分叛军控制区，并有效瓦解辛巴叛军。